# Valentina Nappi
Valentina Nappi, née le 6 novembre 1990 à Scafati, dans la province de Salerne (Campanie), est une actrice pornographique italienne.

## Biographie
Valentina intègre l'industrie de la pornographie en 2012, à l'âge de 21 ans. Découverte par Pierre Woodman, elle tourne avec Rocco Siffredi pour le film Rocco's Bitches in Uniform diffusé par Evil Angel. En 2012, elle est la Playmate de la version italienne de la revue Playboy du mois de Juin 2012 puis Pet of the Month, consacrant le plus beau mannequin de charme de la revue Penthouse pour le mois de novembre 2013.
En octobre 2013, elle est diplômée par l'École des Beaux-arts de Salerne et étudie les Arts et le design à l'Université.
Son personnage est le sujet du documentaire Io sono Valentina Nappi de 2018,.
En 2024, elle participe au film Pensati Sexy (Sexy Maddalena), une comédie romantique italienne réalisée par Michela Andreozzi et diffusée sur Amazon Prime Video. Elle y joue une version fantasmée d’elle-même, aux côtés de Diana Del Bufalo et Alessandro Tiberi. Bien que son rôle fasse référence à sa carrière d’actrice pornographique, il s’agit d’un film de fiction non pornographique, produit pour le grand public.
Elle est cataloguée comme une « actrice intellectuelle du porno »,, , . De fait, en mars 2015, elle écrit un article dans la revue politique et sociale MicroMega,.

## Filmographie sélective
Le nom du film est suivi du nom de ses partenaires lors des scènes pornographiques.
- 2012: Lip Service avec Anissa Kate et Ian Tate
- 2012: Anal Debauchery 3 avec Samantha Bentley et Olivier Sanchez (scène 1) ; avec Danny D et Ian Scott (scène 3)
- 2013: Club Pink Velvet: The Beginning avec Henessy
- 2013: Anal Buffet 8 avec Tiffany Doll et Michael Chapman
- 2014: All Things Anal 2 avec Wesley Pipes
- 2014: Lesbian Training Sessions avec Lily Love
- 2015: Girls Kissing Girls 18 avec Sara Luvv
- 2015: Road Queen 34 avec Jorden Kennedy
- 2015  Valentina Watches Her Bull Prepare
- 2015  We Live Together 41 avec Dani Daniels
- 2015: Women Seeking Women 122 avec Prinzzess
- 2016: Road Queen 35 avec Bree Daniels
- 2016: Alexa and Valentina Give Deepthroat BJ
- 2016: BW Handjob
- 2016: Double Creampie (III)
- 2016: Edged to Cum
- 2016: Women Seeking Women 125
- 2017: Angela Loves Women 3 avec Angela White
- 2017: Blowgang With My Fans
- 2017: Deepthroating Heaven
- 2017: Evil Creampies
- 2017: Meeting My Porn Idol Valentina Nappi At the Avn Awards
- 2017: Valentina Chastity
- 2017: Valentina Nappi Has Her Throat and ASS Cleared By Mandingo's BBC
- 2017: Valentina's Butt Fuck and Pussy Creampie
- 2018: Cum Credits
- 2018: Footise Babes: More Foot Fetish 9
- 2018: Gag on Goddess Feet
- 2018: Gift of Anal
- 2018: Lesbian Anal 3 avec Emily Willis
- 2018: alentina Nappi Takes Your Virginity 4k
- 2019: She is venal she likes anal avec Kelsee Monrao.
- 2019: Cum Obedience
- 2019: Curvy Cleaning
- 2019: Overworked Titties 5
- 2019: Scam Angels 13407
- 2019: Sensual Moments 7
- 2019: Valentina Nappi's Fucking A Huge Dong
- 2019: Valentina Nappi x Kendra Lust
- 2019: Valentina Masturbates with Her Green Toy
- 2021: Anal Virtue 2
- 2021: DropOuts PT 1
- 2021: Dropouts pt 2
- 2021: Dropouts pt 3: Valentina
- 2021: Dropouts finale
- 2021: Hot Hookups
- 2021: Made In Italy
- 2022: Ass In Heat 3
- 2022: Bubble Trouble
- 2022: Dragon Age: Morrigan A XXX Parody
- 2022: Elevated Pleasures
- 2022: Pussy Locked and Dick Loaded
- 2023: Tart